# John Candy
John Franklin Candy (Toronto, 31 de outubro de 1950 - Durango, 4 de março de 1994) foi um ator e comediante canadense, que fez fama em Hollywood na década de 80, e mais lembrado por seus papéis em filmes como Planes, Trains & Automobiles ( Antes Só do que Mal Acompanhado) e Cool Runnings (Jamaica Abaixo de Zero).

## Biografia
John Candy nasceu e cresceu em Toronto, no Canadá, mas depois radicou-se nos EUA, onde acabou alcançando fama e sucesso.

### Televisão canadense
John Candy começou sua carreira na televisão canadense, inicialmente em programas infantis. Depois, em 1976, ao lado de Rick Moranis, figurou em 90 Minutes Live, um talk show comandado por Peter Gzowski. Ainda naquele ano de 1976, Candy também passou a integrar o elenco de Second City Television, um programa de esquetes que era muito popular no Canadá.
Por sua participação no Second City Television (SCTV), mais tarde rebatizado SCTV Network 90 quando da sua compra pela rede de televisão americana NBC em 1981, Candy passou a ganhar notoriedade em todo os EUA.

### Cinema
A estreia de Candy no cinema aconteceu em 1973, em um papel não creditado no filme Class of '44 (O Verão que Passou). Depois disso, Candy teve outras participações em produções de baixo orçamento. Em 1979, figurou no filme 1941 (1941 - Uma Guerra Muito Louca), de Steven Spielberg, e em 1980, recebeu um papel em The Blues Brothers (Os Irmãos Cara de Pau). Em 1981, fez a dublagem do filme de animação Heavy Metal.
Nos anos seguintes, Candy fez novas pontas em Stripes (Recrutas da Pesada) e Vacation (Férias Frustradas). Nesses dois filmes, Candy conseguiu se destacar, e assim ele acabou recebendo o papel principal em Going Bersek (Ficando Louco), de 1983.
Em 1984, Candy foi escalado para interpretar o irmão de Tom Hanks no filme Splash (Splash - Uma Sereia em Minha Vida). Sua elogiada atuação nesse filme deu um novo rumo a sua carreira, e a partir de então Candy passou a receber papéis significativos nos filmes que fez.
Atuou com o grande Richard Pryor, em 1985, no filme Brewster's Millions (Chuva de Milhões), mas depois seus filmes seguintes acabaram se tornando grandes fracassos, como foram os casos de Volunteers (Os Voluntários da Fuzarca) e Armed and Dangerous (Armados e Perigosos).
Em baixa, Candy foi escalado pelo diretor John Hughes para co-estrelar, juntamente com Steve Martin, um despretensioso filme chamado Planes, Trains & Automobiles (Antes Só do que Mal Acompanhado). O filme acabou se tornando um verdadeiro sucesso, faturando cerca de 150 milhões de dólares, e com isso, a carreira de Candy sofreu uma nova guinada.
Finalmente alçado à condição de estrela, Candy emplacou de novo com The Great Outdoors (As Grandes Férias), quando co-estrelou com Dan Aykroid. Seus filmes seguintes de maiores relevância foram Who's Harry Crumb? (Quem é Harry Crumb?),  Uncle Buck (Quem Vê Cara não Vê Coração) e Only the Lonely (Mamãe Não Quer que Eu Case).

### Morte
Em 4 de março de 1994, durante as filmagens de Wagons East (Dois Contra o Oeste), em Durango, no México, Candy sofreu um ataque cardíaco fulminante. A autópsia feita nele revelou que ele tinha um avançado estágio de aterosclerose nas coronárias.
O último filme de Candy, lançado antes de sua morte, Cool Runnings (Jamaica Abaixo de Zero) se tornou um grande sucesso de bilheteria, faturando mais de 154 milhões de dólares, o que acabou fazendo deste o filme mais rentável de toda sua carreira.

## Filmografia

### Cinema

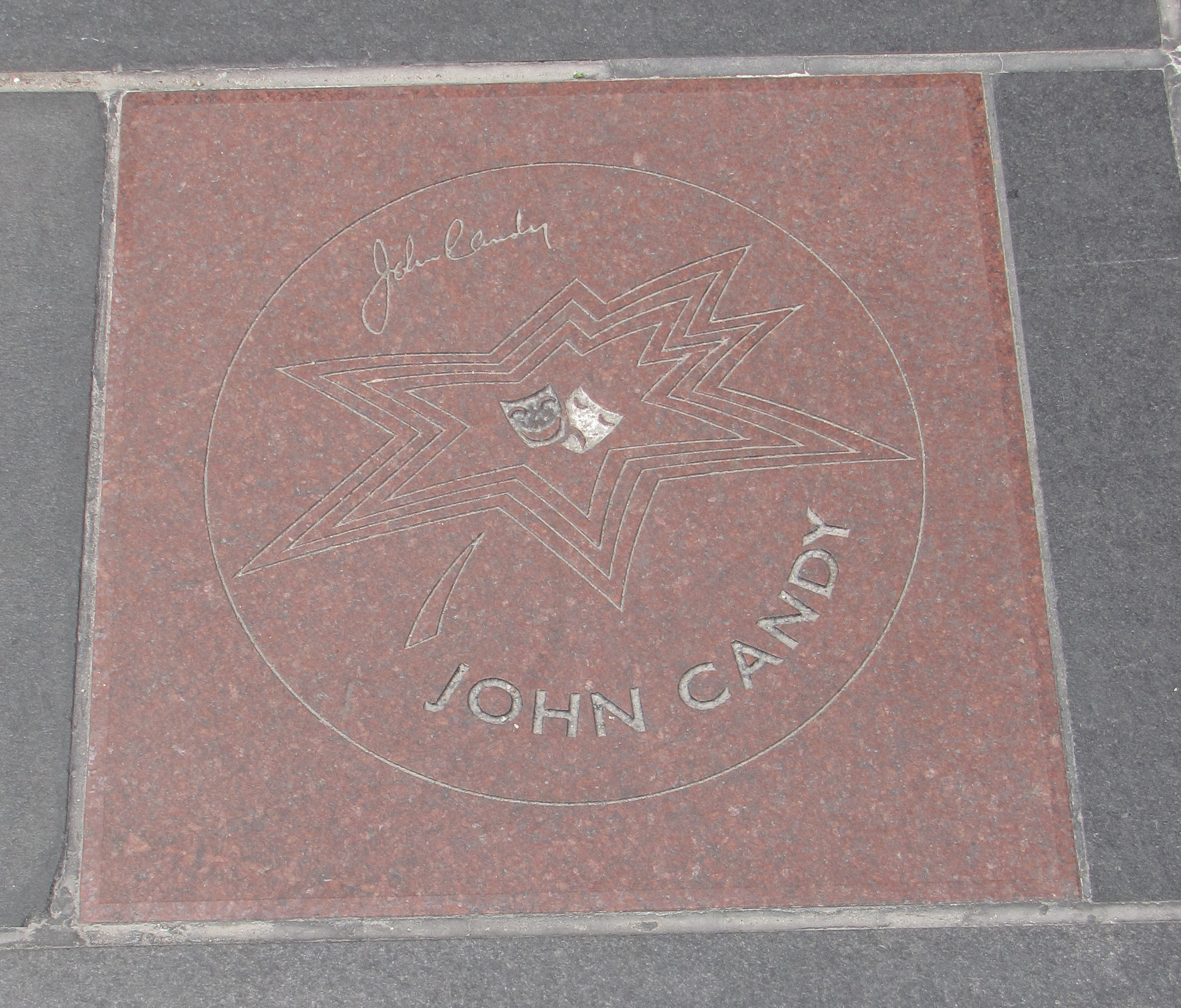
Estrela de John Candy na Calçada da fama do Canadá.

- 1995 - Canadian Bacon (Operação Canadá)
- 1994 - Wagons East (Dois contra o Oeste)
- 1993 - Cool Runnings (Jamaica abaixo de zero)
- 1993 - Rookie of the Year (Sonho de campeão)
- 1992 - Boris and Natasha (Se falhar, morre)
- 1992 - Once Upon a Crime... (Era uma vez um crime)
- 1991 - JFK (JFK - A pergunta que não quer calar)
- 1991 - Delirious (Delírios)
- 1991 - Only the Lonely (Mamãe não quer que eu case)
- 1991 - Career Opportunities (Construindo Uma Carreira)
- 1991 - Nothing But Trouble (Nada além de problemas)
- 1990 - Masters of Menace (Mestres da desordem)
- 1990 - Home Alone (Esqueceram de mim)
- 1990 - The Rescuers Down Under (voz)
- 1989 - Uncle Buck (Quem vê cara não vê coração)
- 1989 - Speed Zone! (A corrida maluca)
- 1989 - Who's Harry Crumb? (Quem é Harry Crumb?)
- 1988 - She's Having a Baby (Ela vai ter um bebê)
- 1988 - Hot to Trot (O cavalo falante) (voz)
- 1988 - The Great Outdoors (As grandes férias)
- 1987 - Planes, Trains & Automobiles (Antes só do que mal acompanhado)
- 1987 - Spaceballs (S.O.S. - Tem um louco solto no espaço)
- 1986 - Big City Comedy
- 1986 - Little Shop of Horrors (A pequena loja de horrores)
- 1986 - Armed and Dangerous (Armados e perigosos)
- 1985 - Tears Are Not Enough
- 1985 - Volunteers (Os voluntários da fuzarca)
- 1985 - Summer Rental (Aluga-se para o verão)
- 1985 - Sesame Street presents Follow That Bird (Vila Sésamo - Onde está o Garibaldo?)
- 1985 - Brewster's Millions (Chuva de milhões)
- 1984 - Splash (Splash - Uma sereia em minha vida)
- 1983 - Going Berserk
- 1983 - Vacation (Férias frustradas)
- 1981 - Heavy Metal (Heavy Metal - Universo em fantasia) (dublagem)
- 1981 - Stripes (Recrutas da pesada)
- 1980 - National Lampoon´s Vacation (Férias Frustradas)
- 1980 - Double Negative (Imagem dupla)
- 1980 - The Blues Brothers (Os irmãos cara-de-pau)
- 1979 - 1941 (1941 - Uma guerra muito louca)
- 1979 - Lost and Found
- 1978 - The Silent Partner (Parceiro do silêncio)
- 1976 - Tunnel Vision
- 1976 - Find the Lady
- 1975 - The Clown Murders (Palhaço assassino)
- 1975 - It Seemed Like a Good Idea at the Time
- 1973 - Class of '44

### Televisão
- 1994 - Hostage for a Day  (Refém por um dia)
- 1989 - The Rocket Boy
- 1987 - Really Weird Tales
- 1985 - The Canadian Conspiracy
- 1984 - The Last Polka
- !981-1983 - SCTV Network 90
- 1980 - The Courage of Kavik, the Wolf Dog (Kavik, o cão-lobo)
- 1976-1979 - Second City TV
- 1976 - 90 Minutes Live